# Severino Andreoli
Pour les articles homonymes, voir Andreoli.
Severino Andreoli (né le 8 janvier 1941 à Caprino Veronese dans la province de Vérone en Vénétie) est un coureur cycliste italien, professionnel de 1965 à 1969.
Durant sa carrière, il fut champion du monde du contre-la-montre par équipes, vice-champion olympique de cette discipline et vainqueur d'une étape de la Course de la Paix et du Tour d'Italie.

## Palmarès

### Palmarès amateur
- 1962
  - Medaglia d'Oro Fiera di Sommacampagna
  - 2e de la Coppa San Geo
- 1963
  - 9e étape de la Course de la Paix
  - Trophée de la ville de Lucques
- 1964
  -  Champion du monde du contre-la-montre par équipes (avec Luciano Dalla Bona, Pietro Guerra et Ferruccio Manza)
  -  Médaillé d'argent du contre-la-montre par équipes des Jeux olympiques

### Palmarès professionnel
- 1966
  - 3e étape du Tour d'Italie

## Résultats sur les grands tours

### Tour d'Italie
3 participations
- 1965 : 53e
- 1966 : 71e, vainqueur de la 3e étape
- 1967 : 64e

### Tour de France
1 participation
- 1968 : abandon (12e étape)

### Tour d'Espagne
1 participation
- 1967 : abandon (6e étape)